# Libanonberget

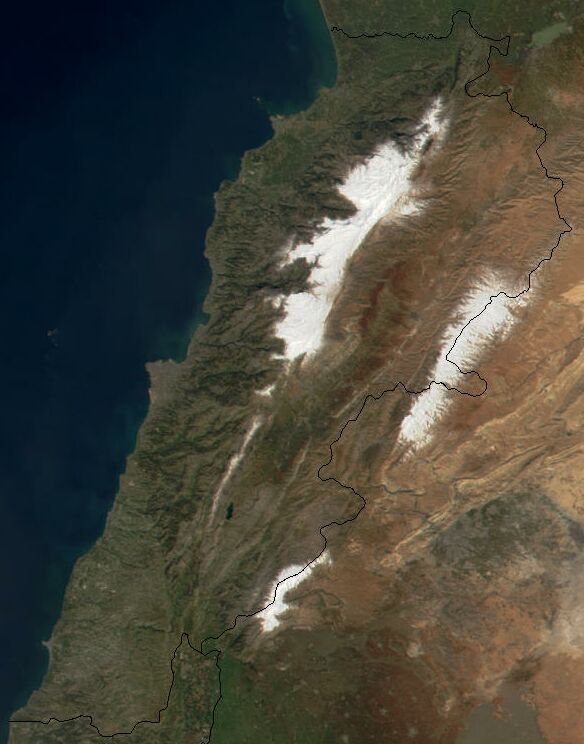
Satellitkarta. De snötäckta Libanonbergen till vänster och Antilibanon till höger. Däremellan ligger Bekaadalen. Under till höger ligger Hermon.

Libanonberget (arabiska: جبل لبنان), är en bergskedja i Libanon, som sträcker sig 160 kilometer genom hela landet, parallellt med Medelhavet. Dess högsta punkt är Qurnat as Sawda', 3 083 meter över havet.
Området Libanon förknippades förr med denna bergskedja, och dess snöiga toppar har givit landet dess namn sedan forntiden: laban är arameiska för vit. Bergskedjan blev känd för att där växte cedrar och ek, däribland den libanesiska cederarten Cedrus libani. Fenicierna använde trä från denna trakt till sina skeppsbyggen och handel förekom bland annat med Egypten.
En grupp kristna maroniter lyckades på 600-talet e. Kr. bilda ett hemland i Libanonberget som kallades för Maradalandet.